# 陈寅 (宋国)
陈寅，陈氏，名寅，中国春秋时期宋国乐祁的家宰（家臣之首）。
前504年八月，乐祁对宋景公说：“诸侯间只有我国事奉晋国，现在不派使者去，晋国恐怕要怨恨我国了。”陈寅说：“国君定会让你去。”他日，宋景公派乐祁出使晋国。陈寅建议他立了继承人再上路，这样乐氏不会灭亡，国君也知道乐祁是明知困难才去的。乐祁就让儿子乐溷拜见了宋景公才动身。到了晋国，赵简子迎接乐祁，和他在绵上喝酒，乐祁向他奉献六十面杨木盾牌。陈寅对他说：“从前我国以范氏为主，现在以赵氏为主，又进奉物品，用杨木盾牌招来祸患，已经没有办法了。但由于主公你出使晋国而死，子孙必然在宋国得志。”范献子对晋定公说：“以国君的命令越过别国出使，没有执行使命而私自饮酒，不尊敬两国国君，不能不加以处罚。”于是晋国逮捕乐祁。前502年，赵简子对晋定公说：“诸侯中只有宋国事奉晋国，好好款待其使者，还唯恐不来，现在将其使者抓起来，这样将会使我国断绝与诸侯的关系。”于是准备放回乐祁。范献子说：“扣留他三年，无故放回，宋国必然背叛晋国。”他私下对乐祁说：“寡君害怕不能与宋君和好，因此没有让你回去，你姑且让乐溷来代替你做人质，你自己就能回国。”乐祁把他的话告诉陈寅。陈寅说：“宋国将要背叛晋国，这是牺牲乐溷，你不如等一下，而不让儿子前来代替你。”乐祁结果死在太行。